# رتاری
رتاری (به صربی: Rtari) یک روستا در صربستان است که در لوچانی واقع شده‌است.
 رتاری ۸٫۸۳ کیلومتر مربع مساحت و ۲۰۴ نفر جمعیت دارد و ۵۴۱ متر بالاتر از سطح دریا واقع شده‌است.